# Конвој PQ-17
Конвој PQ-17 је био један од арктичких конвоја за време Другог светског рата, који су превозили ратни материјал из Уједињеног Краљевства, Канаде и Сједињених Америчких Држава у Совјетски Савез. Конвој PQ-17 је пловио за СССР у периоду јун - јул 1942. године, и претрпео је највеће губитке од свих арктичких конвоја који су ишли за, или се враћали из Совјетског Савеза. Од 35 трговачких бродова, непријатељ је потопио чак 22. 

## Позадина
На северном путу, губици трговачких бродова, које су проузроковали немачки авиони и подморнице, били су све већи. У мају конвој PQ-16 губи осам бродова, међутим конвој PQ-17 је био нешто већи и много важнији конвој, који је превозио 297 авиона, 594 тенкова, 4246 возила и 156.000 тона друге војне опреме. Укупна вредност војне опреме коју је превозио конвој, била је нешто већа од 700 милиона тадашњих долара.
Након напада на конвој PQ-16, Немци одлучују да следећи конвој нападну великим површинским бродовима. У том циљу они израђују нацрт за операцију Резелшпрунг, која би била координирани напад две групе површинских бродова: „Трондхајм“ и „Нарвик“. Група „Трондхајм“ се састојала од бојног брода Тирпиц, крстарице Адмирал Хипер, 4 разарача и 2 торпиљера, док се група „Нарвик“ састојала од џепних бојних бродова Лицов и Адмирал Шер, и 3 разарача. По том плану, конвој би прво напали авиони Луфтвафе, и то само трговачке бродове и носаче авиона, а затим би наступили немачки бродови. Са пратњом конвоја би требало да се обрачунају Тирпиц и крстарица Адмирал Хипер, док би сви остали бродови уништили конвој.
Британци су захваљујући обавештајној служби открили да Немци концентришу своју флоту ка северу Норвешке, као и да се повећао број авиона на аеродромима на северу Норвешке и Финске. То је био приличан разлог да се конвој одложи до јесени или зиме, али политичка важност је била већа од опрезности и конвој креће ка Совјетском Савезу, 27. јуна 1942. године.

## Одбрана конвоја
Заштиту конвоја је вршила Прва ескортна група (ЕГ1), под командом капетана Џека Брума, и састојала се од 6 разарача, 4 корвете, 3 миноловца, 4 наоружана рибарска брода и 2 помоћна против-авионска брода (Palomares и Pozarica). Улогу ближе заштите конвоја је пружао Први ескадрон крстарица (КС1), под командом контраадмирала Хамилтона, и био је састављен од 4 тешке крстарице и 3 разарача. Даља заштита конвоја, налазила се 200 наутичких миља иза конвоја и чинили су је бојни бродови Дјук оф Јорк и Вашингтон, носач авиона Викториус, две крстарице и 12 разарача.

## Битка
По првобитном плану требало је да бродови плове ка Архангелску, али како су Немци бомбардовали и тешко оштетили лучка постројења, одлучено је да конвој отплови за Мурманск. Већи број ескортних, 3 спасилачка, 2 ескортна танкера и 35 трговачких бродова, сакупљених у Хвал фјорду на Исланду, кренуло је 27. јуна 1942. године ка Мурманску.
Само што је конвој кренуо, један од трговачких бродова - Richard Bland, се насукао и остао је на Исланду. Други, Exford, се вратио назад, након претрпљеног оштећења од леда. Конвој је опажен и праћен од немачке подморнице У-456, убрзо по изласку на отворено море. Дана, 1. јула 1942. године, конвој су почели да прате и Луфтвафини патролни извиђачки авиони великог долета Бв 138. Луфтвафе је извела први напад на конвој током вечери следећег дана, међутим први бродови су потопљени тек 4. јула - Navarino, Christopher Newport и William Hooper.
У ноћи 4. на 5. јул, британски Адмиралштаб добија извештај да су немачки велики бродови - Тирпиц и Адмирал Хипер, заједно четири разарача напустили Трондхејм, са циљем да пресеку пут конвоју. Први лорд морнарице, Сер Дедли Паунд, након неколико сати размишљања, најзад доноси судбоносну одлуку; конвој мора да се растури и сваки брод за себе пробије до совјетских лука, а бродови заштите да се врате назад. Ову одлуку је донео зато што немачки бојни брод Тирпиц плови великом брзином и поседује 8 топова од 380 mm, и био је способан да нанесе велике губитке густо збијеним трговачким бродовима у конвоју.
Дана, 5. јула 1942. године, пошто су бродови ближе и даље заштите кренули назад ка луци Скапа Флоу, за заштиту конвоја су остали само помоћни против-авионски бродови, корвете, миноловци и наоружани рибарски бродови. Трговачки бродови који су се растурили, веома брзо постају лак плен подморница и авиона. Тог дана, дванаест бродова је потопљено (11 трговачких и 1 спасилачки брод) – шест потапа Луфтвафе, укључујући Fairfield City и Daniel Morgan, а четири различите подморнице потапају још шест. Немачке поморске снаге добијају тог дана наређење да се врате назад ка полазној луци, јер су након растурања конвоја, почеле да стижу вести о успешном уништавању трговачких бродова од стране Луфтвафе и немачких подморница. Међу потопљеним бродовима тога дана, налазили су се и амерички трговачки бродови Pan Kraft, Washington, Carlton, Honomu, River Afton и Peter Kerr. 
Дана, 6. јула, потопљена су још два брода - Pan Atlantic је потопила Луфтвафе, а John Witherspoon, подморница У-255. Током 7. и 8. јула, потопљено је још пет бродова (4 трговачка и 1 ескортни танкер), од којих два потапа подморница У-255 - Olapana и Alcoa Ranger. Преостали ескортни бродови се повлаче у Северни ледени океан 9. јула, али трговачки бродови не трпе тог дана никакве губитке. Последња два брода која су потопљена, била су Hoosier и El Capitan, 10. јула 1942. године. Луфтвафе је укупно извршила 202 борбена лета против конвоја.

## Последице
Два преживела трговачка брода стижу у луку Архангелск, 10. јула 1942. године. Преосталих 9 трговачких бродова стиже до краја недеље у луку Мурманск. Укупно је потопљено 24 брода са тонажом од 142,500 тона, а погинуло је и 153 чланова њихових посада. На потопљеним бродовима се налазило 3.350 моторних возила, 430 тенкова, 200 бомбардера и још 93.316 тона осталог ратног материјала, то јест, довољно наоружања за опремање 3 дивизије, или армије од 50. 000 војника. Два од преживелих трговачких бродова, су потопљена касније у повратном конвоју за Уједињено Краљевство - Silver Sword и Bellingham, од којих је један потопила подморница У-255.
Упркос совјетском протестовању, конвој PQ-18 је одложен до септембра 1942. године. Иако му је додељена заштита од преко 40 ескортних бродова, 13 трговачких бродова је потопљено, тако да су сви будући конвоји суспендовани до поларне ноћи. Конвој PQ-19 (Конвој JW-51) кренуо је за Совјетски Савез тек децембра 1942. године.

## Бродови Конвоја
Конвој се састојао од 40 брода: 2 ескортна танкера, 3 спасилачка брода и 35 трговачка брода.
| Име брода          | Земља              | Тежина у тонама    | Година изградње    | Напомена                       |
| Ескортни танкери   | Ескортни танкери   | Ескортни танкери   | Ескортни танкери   | Ескортни танкери               |
|                    | Велика британија   | 8.402              | 1937.              | потопљен од У-457              |
|                    | Велика британија   | 3.313              | 1941.              | прикључио се повратном конвоју |
| Спасилачки бродови | Спасилачки бродови | Спасилачки бродови | Спасилачки бродови | Спасилачки бродови             |
|                    | Велика Британија   | 1.600              | 1936.              | -                              |
|                    | Велика Британија   | 1.559              | 1921.              | потопљен од авиона             |
|                    | Велика Британија   | 1.567              | 1921.              | -                              |
| Трговачки бродови  | Трговачки бродови  | Трговачки бродови  | Трговачки бродови  | Трговачки бродови              |
|                    | САД                | 5.116              | 1919.              | потопљен од У-255              |
|                    | САД                | 5.345              | 1920.              | -                              |
|                    | САД                | 7.191              | 1942.              | -                              |
|                    | Велика Британија   | 5.203              | 1939.              | потопљен од авиона             |
|                    | САД                | 5.127              | 1920.              | потопљен од У-88               |
|                    | САД                | 7.191              | 1942.              | потопљен од У-457              |
|                    | САД                | 7.177              | 1942.              | потопљен од У-88               |
|                    | Совјетски Савез    | 7.925              | 1935.              | -                              |
|                    | Велика Британија   | 7.195              | 1941.              | потопљен од У-334              |
|                    | Панама             | 5.255              | 1917.              | потопљен од У-251              |
|                    | Велика Британија   | 6.645              | 1941.              | потопљен од У-703              |
|                    | Велика Британија   | 6.978              | 1941.              | -                              |
|                    | САД                | 4.969              | 1919.              | вратио се на Исланд            |
|                    | САД                | 5.686              | 1921.              | потопљен од авиона             |
|                    | Велика Британија   | 5.082              | 1934.              | потопљен од У-355              |
|                    | САД                | 6.977              | 1919.              | потопљен од У-456              |
|                    | САД                | 5.060              | 1920.              | потопљен од У-376              |
|                    | САД                | 5.685              | 1919.              | -                              |
|                    | САД                | 7.191              | 1942.              | потопљен од У-255              |
|                    | Велика Британија   | 4.841              | 1937.              | потопљен од авиона             |
|                    | Велика Британија   | 7.173              | 1942.              | -                              |
|                    | САД                | 6.069              | 1920.              | потопљен од У-255              |
|                    | САД                | 5.411              | 1919.              | потопљен од авиона             |
|                    | САД                | 5.644              | 1919.              | потопљен од авиона             |
|                    | Холандија          | 7.168              | 1942.              | потопљен од У-255              |
|                    | САД                | 6.476              | 1920.              | потопљен од авиона             |
|                    | 7.191              | 1942.              |                    | остао насукан на Исланду       |
|                    | Велика Британија   | 5.479              | 1935.              | потопљен од У-703              |
|                    | САД                | 7.191              | 1942.              | -                              |
|                    | САД                | 4.937              | 1919.              | -                              |
|                    | Панама             | 6.428              | 1920.              | -                              |
|                    | САД                | 5.564              | 1919.              | потопљен од авиона             |
|                    | САД                | 5.728              | 1919.              | -                              |
|                    | САД                | 7.177              | 1942.              | потопљен од У-334              |
|                    | САД                | 6.223              | 1920.              | -                              |
| ------------------ | ------------------ | ------------------ | ------------------ | ------------------------------ |